# Нельба (футбольный клуб)
«Нельба» (пол. Nielba Wągrowiec) — польский футбольный клуб из Вонгровеца, выступающий во Четвёртой лиге. Назван в честь реки.

## История
Команда основана в 1925 году, с тех пор выступала в Четвёртой лиге. Четыре раза футболисты участвовали в плей-офф за выход в Третий дивизион. Первая попытка завершилась победой над командой «Велимия» (Щецинек), но из-за проводившейся реорганизации лиг вонгровчане остались на прежнем уровне. В 2005 и 2006 годах «Нельба» уступила «Кони» (Гостынь) и «Яроте» соответственно. По итогам сезона 2006/07 футболисты вновь, в третий раз подряд могли оформить повышение в классе. Наконец, соперник — «Пяст» (Кобылин) — был повержен. В 2008 году вонгровчане дошли до 1/16 финала кубка Польши.

## Выступления
| Сезон   | Лига                                                  | Позиция | Очки | Голы   | Примечания                       |
| ------- | ----------------------------------------------------- | ------- | ---- | ------ | -------------------------------- |
| 2001/02 | Окружная (группа «Пи́ла»)                              | 5       | 50   | 74:41  |                                  |
| 2002/03 | Окружная (группа «Пила»)                              | 1       | 76   | 99:27  | повышение                        |
| 2003/04 | Четвёртая (группа Великопольского воеводства (север)) | 5       | 57   | 59:23  |                                  |
| 2004/05 | Четвёртая (группа Великопольского воеводства (север)) | 1       | 68   | 89:24  | проигрыш в плей-офф за повышение |
| 2005/06 | Четвёртая (группа Великопольского воеводства (север)) | 1       | 79   | 91:18  | проигрыш в плей-офф за повышение |
| 2006/07 | Четвёртая (группа Великопольского воеводства (север)) | 1       | 84   | 101:16 | повышение                        |
| 2007/08 | Третья (вторая группа)                                | 3       | 55   | 58:30  |                                  |
| 2008/09 | Вторая (западная группа)                              | 4       | 57   | 62:44  |                                  |
| 2009/10 | Вторая (западная группа)                              | 5       | 55   | 48:38  |                                  |
| 2010/11 | Вторая (западная группа)                              |         |      |        |                                  |

| Цветами обозначены    |
| --------------------- |
| Третий уровень лиг    |
| Четвёртый уровень лиг |
| Пятый уровень лиг     |